# Chlorangium
Chlorangium is een geslacht van korstmossen dat behoort tot orde Lecanoraceae. De typesoort is Chlorangium jussuffii.

## Soorten
Volgens Index Fungorum bevat het geslacht uit vijf soorten (peildatum februari 2024):
| Soortnaam                    | Auteur(s)                                                                  | Publicatiejaar |
| ---------------------------- | -------------------------------------------------------------------------- | -------------- |
| Chlorangium alpicola         | (Elenkin) S.Y. Kondr., Gromakova & Khodos.                                 | 2015           |
| Chlorangium aschabadense     | (J. Steiner) S.Y. Kondr., Gromakova & Khodos.                              | 2015           |
| Chlorangium asperum          | (Mereschk.) S.Y. Kondr., Gromakova & Khodos.                               | 2015           |
| Chlorangium gyrosum          | (Sohrabi, Sipman, Volk. John & V.J. Rico) S.Y. Kondr., Gromakova & Khodos. | 2015           |
| Chlorangium sphaerothallinum | (J. Steiner) S.Y. Kondr., Gromakova & Khodos.                              | 2015           |